# Зірочки жовті
Зірочки жовті (Gagea lutea) — рослина родини лілійні — Liliaceae.

## Етимологія
Наукову назву рід отримав в честь британського ботаніка-любителя сера Томаса Гейджа (1781–1820).

## Опис

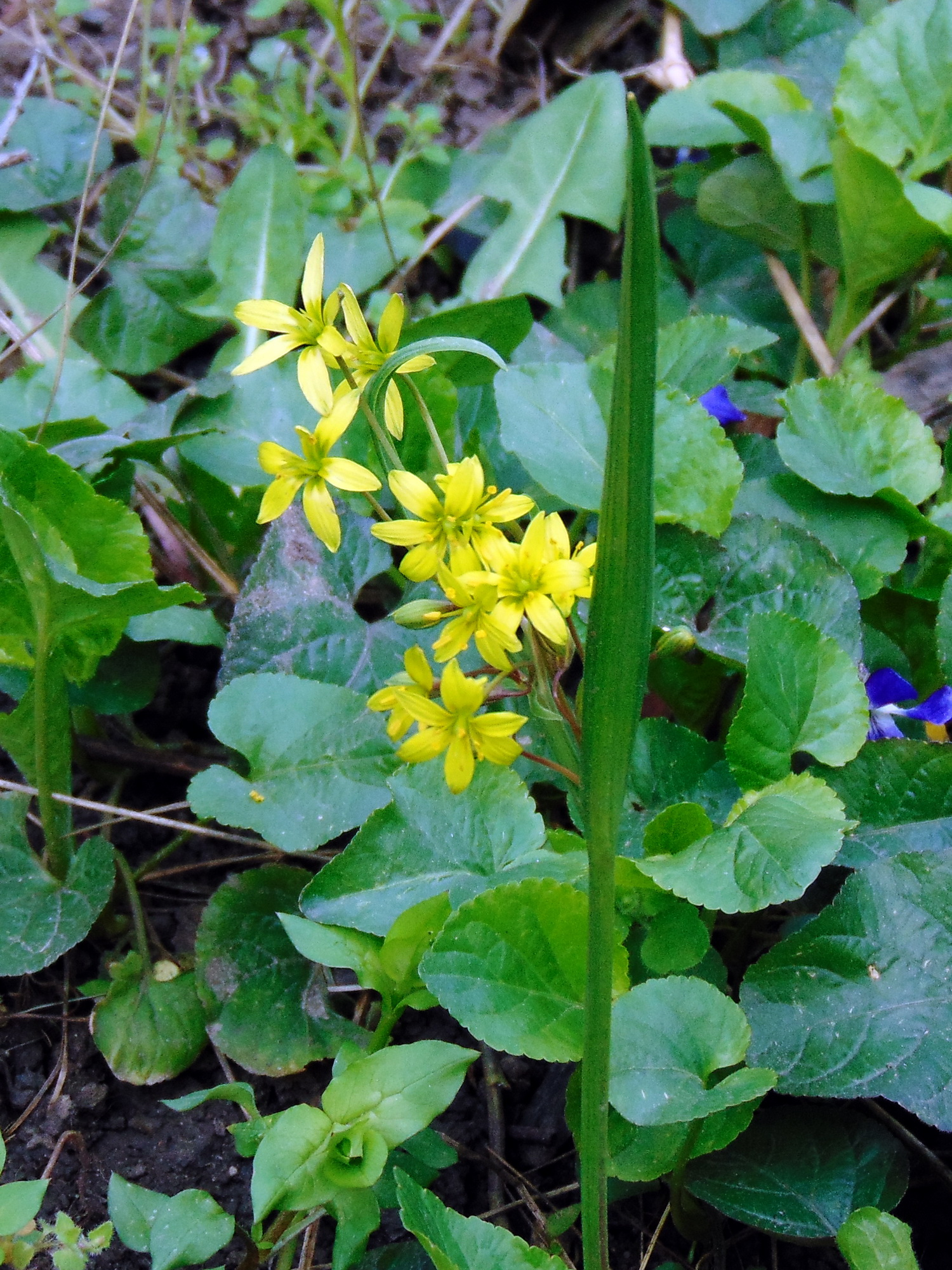

Багаторічна трав'яниста рослина заввишки 10-30 см. Із невеликої, вкритої сіро-бурими лусками цибулини розвивається плаский, широко-ланцетний прикореневий листок завширшки 13 мм, який довший за суцвіття. 
Суцвіття складається з 3-10 квіток на квітконіжках різної довжини, під ним розташовані 2 нерівні листочки. Квітка має 6 пелюсток, листочки оцвітини завдовжки 13-18 мм, вони ланцетні, тупі, зовні зеленуваті. Тичинки вдвічі коротші за листочки оцвітини, пильовики яйцеподібні; зав'язь зворотно-яйцеподібна. 
Цвіте навесні, у квітні.Після цвітіння утворюється плід — куляста коробочка. 
Зірочки маленькі відрізняються меншим розміром і вузьким прикореневим листком.

## Поширення
- Азія
  - Кавказ: Вірменія; Азербайджан; Грузія; Російська Федерація — Передкавказзя
  - Західна Азія: Туреччина
- Європа
  - Східна Європа: Білорусь, Естонія; Латвія; Литва; Російська Федерація — європейська частина; Україна
  - Середня Європа: Австрія; Бельгія; Чехословаччина; Німеччина; Угорщина; Нідерланди; Польща; Швейцарія
  - Північна Європа: Данія; Фінляндія; Норвегія; Швеція; Велика Британія
  - Південно-Східна Європа: Болгарія, колишня Югославія; Греція; Італія; Румунія
  - Південно-Західна Європа: Франція; Іспанія

## Екологія
Росте на вологих і свіжих гумусних ґрунтах: по лісах, чагарникових заростях, на алювіальних луках.

## Практичне значення
У цибулині міститься ефірна олія з високим вмістом сірки. У народній медицині відвар з цибулин застососують для лікування бронхіальної астми, гепатиту, водянки. Свіжим листям лікують рани, нариви.
Всю рослину рекомендовано додавати до весняних салатів і супів для через високий вміст вітамінів. Дрібні цибулинки також їстівні.